# La villa del venerdì
La villa del venerdì è un film del 1991, l'ultimo diretto da Mauro Bolognini per il grande schermo. È tratto dall'omonimo racconto di Alberto Moravia.

## Trama
Stefano e Alina decidono, come per gioco, di trasformare il loro matrimonio in una coppia aperta. Nei suoi  "giorni di libertà" Alina allaccia un'intensa relazione con Paolo, un pianista.
Stefano, tormentato da una gelosia ossessiva al punto da fargli spiare i due amanti, architetta un omicidio.